# Kanton Laval-Sud-Ouest
Kanton Laval-Sud-Ouest (fr. Canton de Laval-Sud-Ouest) je francouzský kanton v departementu Mayenne v regionu Pays de la Loire. Tvoří ho pouze jihozápadní část města Laval.